# ويلهلم مولي
ويلهلم مولي (بالألمانية: Wilhelm Molly)‏ هو ناشط إسبرنتو ألماني، ولد في 1838 في Blasbach ‏ في ألمانيا، وتوفي في 1919 في Neu-Moresnet ‏ في بلجيكا.